# シャルル＝ヴァランタン・アルカン

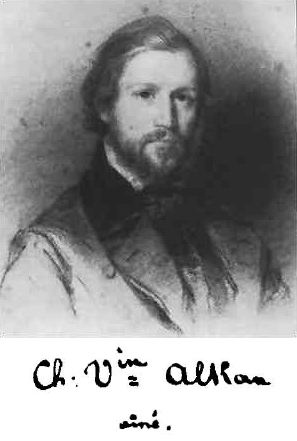
アルカンのサイン

シャルル・ヴァランタン・アルカン
（フランス語: Charles Valentin Alkan, 発音: [ʃaʁl valɑ̃tɛ̃ alkɑ̃], 1813年11月30日パリ - 1888年3月29日パリ）は、フランスのロマン派の作曲家・ピアニスト。

## 生涯

### 概略

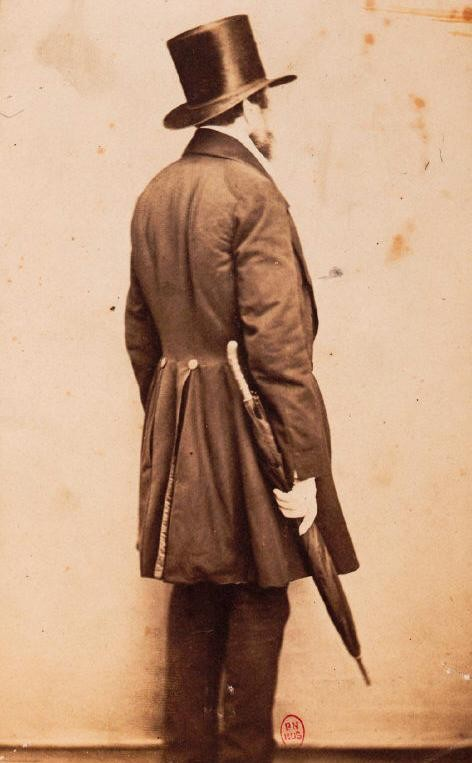
アルカンは社交的でなかったことで有名で、1848年以降は公開演奏をほとんど行わなかった。この写真は、彼を写したものとして知られる2枚のうちのひとつである。

アルカンは本名をシャルル･ヴァランタン･モランジュ (フランス語: Charles Valentin Morhange) といい、パリのブラン・マントー通りでユダヤ系の家庭に生まれた。父はアルカン・モランジュ（1780年 – 1855年）、母はジュリー（フランス語: Julie）・モランジュ（旧姓 アブラアム Abraham）である。彼は6人姉弟の2番目であり、姉と4人の弟がいた。アルカンは音楽家だった父の名であり、彼を含む兄弟すべてが音楽家としてアルカンを名乗った。パリのユダヤ人居住区だったマレ地区の彼の自宅は、パリ音楽院を目指す子どもたちが通う音楽予備校であり、マルモンテル、ラヴィーナらが通っていた。弟のナポレオン（フランス語: Napoléon）は音楽院でソルフェージュの教授となり、別の弟のマクシム（フランス語: Maxim）はパリの劇場で軽音楽を作曲する仕事に就いた。姉のセレスト（フランス語: Céleste）もピアニストだった。
アルカンは生涯をパリ周辺で過ごした。彼の外遊で知られているものは、1833年から1834年のイングランドへの演奏旅行と、家族の用事で1840年にメスへ赴いたことだけである。
幼くして神童といわれ、6歳でパリ音楽院に入学、ピーエル・ジョゼフ・ギヨーム・ジメルマンのピアノクラスに学んだ。7歳にしてソルフェージュ・ピアノ・伴奏・作曲・オルガンでプルミエ・プリ(一等賞)を得る。7歳半で初めての公開演奏会を行ったが、この時彼はヴァイオリニストとして出演した。ピアニストとしてのデビューは12歳の時で、私的な家庭演奏会で自作を何曲か披露した。彼の作品番号1番は1828年、14歳で発表した作品だった。1829年に室内楽のトリオを結成したが、その時のチェロ奏者はショパンの親友だったオーギュスト・フランコムであり、彼がアルカンにこのポーランドの青年を紹介した可能性が指摘されている。
アルカンは20代になって、教育に携わり、上流階級の集まりで演奏会を行うなどし、リスト、ジョルジュ・サンド、ヴィクトル・ユーゴーらと友好関係を築いた。1838年、25歳にして彼の経歴は頂点に達する。彼は自ら主催した演奏会で賛助出演したショパンとしばしば共演し、リスト、タールベルク、カルクブレンナーらのライバルのヴィルトゥオーゾと称されていた。リストはアルカンについて、自分が知る中で誰よりも優れたピアノ技巧を有していると述べている。この頃から6年の間、アルカンは私的なレッスンと作曲に専念するが、これは彼の子ではないかとされるエミール・ドゥラボルドの誕生、乳幼児期と期を同じくしている。その後、アルカンは1844年に演奏会に復帰している。1842年にショパンがスクアール・ドルレアンにジョルジュ・サンドと共に越して来て隣人同士となっており、1849年のショパンの死後はその弟子の多くを引き取った。
1848年、アルカンは大きな挫折を経験することになる。パリ音楽院ピアノ科長だったジメルマンの引退に伴う後継者争いに敗れたのである。ロビー活動に精を出してアルカンは任用を期待していたが、音楽院学長のオベールはジメルマンの後継に、かつてアルカンの弟子だったマルモンテルを据える決定をする。この件や親友のショパンの死に直面して失意に沈んだことで、アルカンは公衆の面前での演奏ができなくなったのだろう。1851年にシナゴーグのオルガニストになったのもつかの間、すぐに職を辞してしまう。早くから技術を体得して名声を手にしていた彼だったが、1853年の2回の演奏会を除くと、25年もの実質的な隠居生活に入ったのである。
1861年にヒラーに宛ててしたためた手紙の中で、アルカンはこう記している。
私は日ごとに人間嫌い、女性嫌いになってきています・・・行動に移す価値のあること、良いこと、役に立つことなどなにもありません・・・私自身を捧げるに足る人物などいないのです。私は自分の置かれた状況をどうしようもなく悲しく、惨めに感じています。私は音楽を作ることにすら意味や目的を見出せなくなり、魅力を感じられなくなっています。
このような状況ではあったものの、アルカンは友人たちと交流し、作曲と出版を継続した。ドイツ系スコットランド人の音楽学者であるフレデリック・ニークスはアルカン宅の守衛に厳しく面会を拒否された数日後、エラールのサロンで彼を見かけている。ニークスはその出会いについて、こう述べている。「私に対する対応は礼儀正しいだけでなく、大層親しげなものであった」。またアルカンはヒラーやスペイン人のピアニスト、作曲家だったサンチャゴ・デ・マサルナウとの文通を続けた。マサルナウはパリでアルカンと知り合い、「3つの華麗なる練習曲 (スケルツォ集、フランス語: Trois études de bravoure)」作品16の献呈を受けている。
ジャック・ギボンズはアルカンの性格について、次のように記している。
アルカンは知的で、活発で、機智に富んだ温かみのある人物であった（これらの性格は全て彼の音楽に現れている）。彼の唯一の欠点は生き生きとした想像力を持ち続けていたことだった。時おり奇行に走ったようだが（それでも他の「高く位置づけられる」芸術家たちに比べれば穏やかな方だ！）、それも主に彼の過敏な基質に根ざしたものだったのである。—
晩年、1873年からアルカンはエラールのピアノ展示場で年に6回の「小コンサート(フランス語: Petits Concerts)」を開くようになる。そこでは自作だけではなく、バッハ以降の彼の好みの作曲家の作品を取り上げていた。こうした演奏会では、時に彼の姉弟が助っ人になることもあり、出席者の中にはヴァンサン・ダンディもいた。この演奏会は、少なくとも1880年まで続けられたことが分かっている。
アルカンが自宅に閉じこもって一時は聖書やユダヤ教の経典タルムードの研究に没頭した時期のことはあまり分かっていないが、それ以外にも足取りのつかめない期間が存在する。ヒラーとの間に交わされた書簡から分かるのは、アルカンが旧約聖書と新約聖書のいずれも、原語からフランス語への翻訳を完成させていたということである。この聖書は、アルカンの多くの作品と同様に完全に失われてしまっている。失われた作品には、『弦楽六重奏曲』やフルオーケストラによる『交響曲ロ短調』があり、アルカンからその楽譜を見せられたレオン・クロイツァー（フランス語: Léon Kreutzer）の1846年の論文にそれらの記述がある。

### ドゥラボルドについて
アルカンは生涯独身だったが、エリー゠ミリアム・ドゥラボルドは彼の子であると一般に信じられている。ドゥラボルドという名前がアルカンの友人、そしてショパンの恋人だったジョルジュ・サンドの母の旧姓と同じであることが重要だと考える向きもある。ドゥラボルドは若い頃にアルカンに教えを乞い、またアルカンの作品の多くを演奏・校訂している。父同様、ドゥラボルドもペダルピアノの優れた奏者だった。ビゼーの死後、彼の未亡人であるジュヌヴィーヴ（作曲家ジャック・アレヴィの娘）はドゥラボルドと協定関係を結んだ。実のところ二人の間には婚姻届が準備されていたが、それが実際に効力を発揮することはなかった。興味深いことに、情熱的なアスリートだったドゥラボルドはビゼーの死を間接的に招いた人物である。彼ら二人は水泳競技を行ったが、ビゼーはそれが原因で風邪を引いてその後に死亡したのである。ドゥラボルドは晩年になって結婚するが、子をもうけたという記録は残っていない。

### 死因について

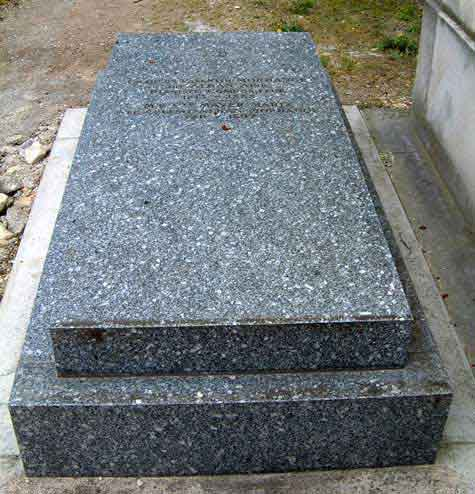
モンマルトル墓地にあるアルカンの墓

アルカンは1888年3月29日、74歳で永眠した。彼は自宅の高い本棚でユダヤ教の経典タルムードを本棚から取りだそうと手を伸ばしたところ、本棚が倒れて下敷きになって死亡したと、長年にわたって信じられてきた。この説はアレクサンドル・ベルタの1909年の記事に端を発している。それ以外にも、アルカン一家の故郷の町であるメスでラビをしており、「シャーガットのアリヤ」として知られたアリヤ・レイブ・ベン・アシャー・グンツベルクの言い伝えがもとになっているのではないかという意見もある。この話はピアニスト兼作曲家のイシドール・フィリップやドゥラボルドによって誇張されて伝えられたが、死因についての確定的な根拠はなく、不明だった。伝説に異を唱えたのはヒュー・マクドナルドである。彼は近年発見されたアルカンの守衛の書簡の記載から、守衛がアルカンのうめき声を聞いてかけつけたところ、彼が台所で傘立てラック（フランス語: porte-parapluie）の下敷きになっているのを発見したとしている。彼はラックを支えにしようと掴んでその下敷きになり、おそらく気絶したと考えられる。彼は寝室に運ばれて、その日の午後に息を引き取ったと伝えられる。
アルカンは復活祭の日曜日だった4月1日に、パリのモンマルトル墓地のユダヤ人区画に埋葬された。それは同時代のアレヴィの墓からは程近い位置にある。アルカンの姉のセレステも、同じくモンマルトル墓地に眠っている。
アルカンの死を巡る主張には、ロナルド・スミスが著した伝記に事実として引かれ、その後に広く引用されたものがある。それは《ル・メネストレル》誌を出典とし、「アルカンは死んだ。彼は自らの存在を証明するために命を絶ったのだ」で始まるものである。しかし、そのような死亡記事はル・メネストレル誌には掲載されておらず、現在まで同時代の雑誌のいずれにもそのような記載は確認できていない。これらの説は物証には乏しく、直接の死因は判明していない。

## 他の音楽家との交流
アルカンは、作品の贈答を通じて同時代の音楽家との交流を深めた。アルカンは完全な世捨て人だったかのように伝承されている事が多いが、実際にはパリ音楽院を辞職した後、アルカンの父親が経営していた音楽塾を継ぎ、書き溜めた作品をRichaultほかの出版社に送り、細々と生活していた可能性が有力である。契約した出版社は、Richault、Brandus、Cocks、Heugel、Schlesinger、Bureau Central de Musique、Grus、Lemoine、Troupenas、Schott、Mechettiと多岐に渡っている。アルカンが高齢になった後も、フランク、ルビンシテイン、ラヴィーナ、ヒラーから作品を献呈され、音楽理論家フェティスや作曲家として大成したヴァンサン・ダンディの信頼も得て、その存在はフランス国内外で信頼されていた。Josef Aibl社刊「クラーマー＝ビューロー 50の練習曲」(1868)の序文では、アルカンの練習曲はルビンシテインと並んで最高難度の練習曲と称された。
ワーグナーやシューマンが攻撃したことで知られるマイアベーアは、オペラ《預言者》からリハーサル中にカットされた序曲をアルカンに手渡し、アルカンはその序曲を全曲を4手連弾のためのピアノ曲へ編曲している。このエピソードからも、マイアベーアと親交のあった事がうかがえる。
一連の「リタイヤ・リサイタル・シリーズ」が1880年に終了した後は伝承された通りの隠遁生活を送り、その時期の印象が強すぎたために多くの逸話がロナルド・スミス他により創作・捏造されたものと考えられている。ショパンとゴッチョーク（ゴットシャルク）は既に亡くなってしまい、リストは交響詩作家へ転進、タールベルクはピアノをやめ、1830年代に一世を風靡した一連のヴィルトゥオーゾは流行が過ぎると、その存在ごと無視された。アルカンもその例外ではなかったのである。

### アルカンに献呈された作品
- フェルディナント・ヒラー：『8小節変奏曲 Op. 57』

アルカンの作品39-12と極めて類似した形式で書かれている
- セザール・フランク：オルガン曲『交響的大曲 Op. 17』嬰ヘ短調
- アントン・ルビンシテイン：『ピアノ協奏曲第5番 Op. 94（イタリア語版）』
- ジャン＝アンリ・ラヴィーナ：『3つのカプリス Op. 6』

### アルカンの実子に献呈された作品
- カミーユ・サン＝サーンス：『ピアノ協奏曲第3番 (サン＝サーンス)』

### アルカンが献呈した作品
- 『シュタイベルトの主題に基づく変奏曲 Op. 1』 （ピーエル・ジメルマン）
- 『3つの悲愴的な様式による3曲 Op. 15』 （フランツ・リスト）
- 『室内協奏曲第1番 Op. 10』 （ピーエル・ジメルマン）[20]
- 『歌曲集 第二集 Op. 38』 （ユリウス・シュルホフ[注 8]）
- 『全ての短調による練習曲 Op. 39』 （フランソワ＝ジョゼフ・フェティス）
- 『ドイツ風メヌエット Op. 46』 （ジャン＝アンリ・ラヴィーナ）
- 『3つの行進曲 Op. 40』（ピアノ4手） （フェルディナント・ヒラー）
- 『打ち上げ花火 ——序奏と即興 Op. 55』 （アレハンドロ・エサイン）[21]

## ピアノ技巧
アルカンの際立った技巧は彼の作品に求められる技術的・身体的難度を見れば明らかである。しかし、これらの技巧が音楽性を犠牲にしているわけではないことは、より繊細な作品群に目を向けることで分かる（『夜想曲 ロ長調 Op.22』や『エスキス集』など）。ダンディは60代半ばのアルカンが、誰もいない部屋で「折れ曲がった、骨と皮ばかりの指で」エラールのペダル・ピアノでバッハを弾いている姿を思い出し、こう述べている。「私が耳にしたのは、表情の豊かさという美点に根ざした、透明感のある見通しの良い演奏であった」アルカンは後にベートーヴェンの『ピアノソナタ第31番』を演奏しており、これについてはダンディは以下のように評した。
ベートーヴェンの偉大な音詩に何が起こったかというと - アリオーソとフーガでは旋律が死そのものの神秘を貫き通して、眩い光の中立ち昇ってくるのである - 私は言葉にできなかった。（その演奏は）私にいまだ経験したことないような熱狂をもたらした。この演奏はリストではない - 技術的な完成度では劣るが - より親密であり人間的な感動をもたらしてくれた・・・。
アルカンの晩年に彼に習い、またリスト門下でもあったある弟子も同じくアルカンの演奏に関して述べている。彼が回想するに、アルカンの演奏は「実年齢以上に老け衰えて見える彼のその姿にもかかわらず、驚くべき若々しさ」を維持していた。

## 作風

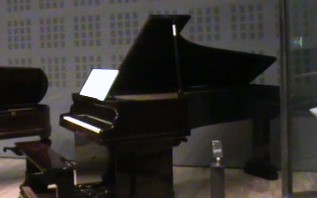
アルカンのエラール製グランドペダルピアノ。現在はパリの音楽博物館に収められている。

アルカンの作品は、ショパンと同様にほとんどがピアノ作品であり、リストと同様にピアノによる交響的表現を追求した。その実現のために彼の作品には超絶的な技巧の数々・極端な速度・高速での大きな跳躍・長時間の早い同音連打・幅の広い対位法的旋律の維持などが要求される。そのような彼の音楽は「恐ろしく」また「演奏不可能なほど」難しいとも評されてきた。ピアニストのマルカンドレ・アムランはこう述べている。
アルカンという作曲家を知らずにその音楽を始めて耳にした時にほとんどの人がそう感じるだろうが、アルカンの音楽は難しすぎて演奏できないという一面を持っている（中略）しかしある意味では、私は彼の音楽が法外な技巧を用いているわけではないと思っている（中略）アルカンの非常に価値ある音楽は、それらの困難を克服するに足るものなのだ。

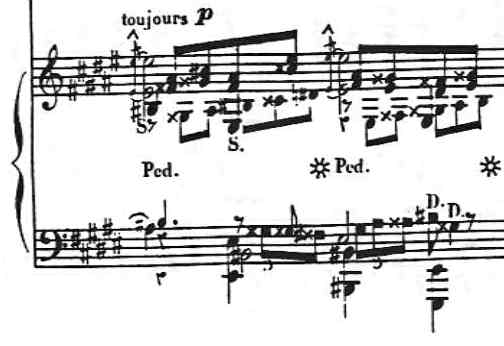
大ソナタ『四つの時代』第2楽章「30代」からの抜粋。極めて複雑な対位法の処理が要求される。

代表作には練習曲『鉄道』 (Op.27) 、大ソナタ『四つの時代』 (Op.33) 、長短全調からなり超絶的技巧を要する練習曲（長調のOp.35と短調のOp.39）などがある。Op.39の4・5・6・7番は『独奏ピアノのための交響曲』、また8・9・10番は『独奏ピアノのための協奏曲』と銘打たれている。
とはいえアルカンには室内楽作品もあり、ヴァイオリンソナタ・チェロソナタ・ピアノ三重奏曲などがそれにあたる。中でも最も異様なのは「ある鸚鵡の死によせる葬送行進曲 (フランス語: Marcia funebre, sulla morte d'un Pappagallo)」（1859年）であり、3つのオーボエとファゴット、声楽のための曲である。
音楽的に、彼の発想の多くは型にはまらず、斬新ですらあった。多楽章制の作品では、後にデンマークの作曲家であるニールセンによく見られるような発展的調性を採っている。例えば、『四つの時代』はニ長調に始まり嬰ト短調の終結に至る。彼は厳格にエンハーモニックの使用を避け、転調を行う際はダブルシャープやダブルフラットを用いた。そのため、ピアニストはしばしば見慣れない調性であるヘ長調のエンハーモニックである嬰ホ長調や、トリプルシャープなどの記号に遭遇することになる。
後年になると高度な技巧を駆使した大規模形式による作品からは手を引き、『エスキス集 Op.63』に代表される小品集においてピアノの語法を探究した。この作品集では、ユダヤ教の教会旋法・半音階による無調的表現・トーン・クラスターなどの野心的なピアノ書法特徴的が見られる。また、シューマン、リスト、グノーらと同様にペダル・ピアノにも関心を持ち、作品をいくつか残している。1855年にはエラール社のペダル・ピアノ（ペダリエ）を公衆の前で実演した。 彼はまた、1886年に作成した遺書においてこの楽器のためのコンクールを創設するため遺産から800フランを寄附することを希望している。

## 受容
死後、彼の作品は20世紀の初めごろまではフェルッチョ・ブゾーニやハロルド・バウアーなどのヴィルトゥオーゾ・ピアニストたちに取り上げられていた。再評価の機運が高まってきたのは1970年代末からである。1977年にイギリスで、1984年にフランスでアルカン作品の普及を目的としたアルカン協会が設立されたことは、この動きを象徴するものである。ロナルド・スミスによる『短調による12の練習曲』の全曲録音は発表当時大きな話題になった。その後マイケル・ポンティによる『短調による12の練習曲』抜粋の録音、金澤攝による1984年の全曲演奏とジャック・ギボンズによる1995年の全曲演奏が共にライヴでなされ、この頃からマイナーレーベルの注目を集めるようになった。現在ではマルカンドレ・アムラン、スティーブン・オズボーン 、ステファニー・マッカラム、森下唯、ローラン・マルタン、ヴィンチェンツォ・マルテンポ、マーク・ヴァイナー（Mark Viner）らのピアニスト達が普及に努めている。

## 作品一覧

### ピアノ独奏曲
- Op.1 シュタイベルトの主題にもとづく変奏曲
- Op.2 乗合馬車 変奏曲 ハ長調
- Op.3 ロンドレット「小さな男がおりました」
- Op.5 ロンド「私は町の何でも屋」―ロッシーニの『セビリアの理髪師』のアリアより
- Op.10a 室内協奏曲第1番 (ピアノ独奏版)
- Op.12a 半音階的なロンド
- Op.12b 3つの華麗なる練習曲
- Op.13 3つのロマンティックなアンダンテ
- Op.15 3つの悲愴的な様式による3曲　第一曲「我を愛せよ」　第二曲「風」　第三曲「死んだ女」
- Op.16 3つのスケルツォ
- Op.16-4 ドニゼッティの歌劇『アンナ・ボレーナ』より 「ああ! 死刑は決まった」によるピアノのための変奏
- Op.16-5 ベルリーニの歌劇『カプレーティとモンテッキ』のアリア「恐ろしい復讐の剣を」によるピアノのための変奏
- Op,16-6 ナポリの舟歌による幻想的変奏曲
- Op.17 演奏会用練習曲「騎士」
- Op.22 夜想曲 第1番
- Op.23 サルタレロ　ホ短調
- Op.24 ジーグと古い形式によるバレエの音楽
- Op.25 アレルヤ
- Op.26 葬送行進曲
- Op.27a 凱旋行進曲
- Op.27b エチュード「鉄道」
- Op.29 エチュード 「オーヴェルニュ地方のブーレ」
- Op.30b 無窮動――ピアノトリオの終楽章より
- Op.31 短調と長調による25の前奏曲
- Op.32a 即興曲集第1集
- Op.32b 3つの5拍子の歌と1つの7拍子の歌 即興曲集第2集
- Op.33 グランドソナタ
- Op.34 スケルツォ・フォコーソ
- Op.35 全ての長調による12の練習曲
- Op.37 3つの騎兵隊行進曲
- Op.38-1 歌曲集第1集
- Op.38-2 歌曲集第2集
- Op.39 全ての短調による12の練習曲
- Op.41 3つの小さな幻想曲
- Op.42 和解―小さなカプリス
- Op.45 貧しき者の亡骸に幸いあれ!
- Op.46 ドイツ風メヌエット
- Op.50 奇想曲-軍隊風に
- Op.50bis 戦場の太鼓
- Op.51 3つのメヌエット
- Op.52 バビロンの流れのほとりで―詩篇137からのパラフレーズ
- Op.53 狩りの如く―カプリス
- Op.55 打ち上げ花火 ―序奏と即興
- Op.57-1 夜想曲 第2番
- Op.57-2 夜想曲 第3番
- Op.60-1 「私の大切な自由―ピアノのための小品」
- Op.60-2 「私の大切な束縛―ピアノのための小品」
- Op.60bis 夜想曲 第4番 「蟋蟀」
- Op.61 ソナチネ
- Op.63 48のモチーフ集―エスキス
- Op.65 歌曲集第3集
- Op.67 歌曲集第4集
- Op.70 歌曲集第5集
- Op.74 12の性格的な小品
- Op.75 小トッカータ
- Op.76 片手ずつと両手のための3つの大練習曲

作品番号無し
- 練習曲イ短調 (1840年)[25]
- 2つの室内フーガ「ジャンは泣き、ジャンは笑う」(1840年)[25]
- G.ドニゼッティの『愛の妙薬』でベルシアーニ夫人が歌ったアリアに基づくハーディ・ガーディ風変奏曲[注 15] (1840年)[25]
- モーツァルトの交響曲ト短調のメヌエット (1842年、交響曲第40番K.550からのピアノ独奏用編曲)[25]
- カプリース第5番への序奏 (1843年、未出版)[25]
- 幻想曲「願望」(1844年)[25]
- 即興曲 (1844年)[25]
- 友情 (1845年、後に『即興曲集 第1巻』Op.32の第2番に転用)[25]
- パリ音楽院演奏会の思い出第1集[注 16] (1847年)[25]
- パリ音楽院演奏会の思い出第2集[注 17] (1865年)[25]
- グルック『アルチェステ』の大司祭たちの行進 (1847年頃か?、ピアノ用独奏用編曲、未出版)[25]
- ベートーヴェン『ピアノとオーケストラのための協奏曲第5番』のアダージョ (1847年頃か?、ピアノ独奏用編曲、未出版)[25]
- ヴァゲッツァ (1847年)[25]
- ムーア風小幻想曲 (1847年)[25]
- アパッショナート (1847年、Op.63第29番「錯乱」の未完成スケッチ、未出版)[25]
- マイアベーアの歌劇『預言者』序曲 (1849年、ピアノ独奏用編曲、ピアノ連弾用の編曲あり)[25]
- パルピタメント (1855年、未出版)[25]
- 若い尼僧の後悔―小さなメロディ (1857年、出版は2000年)[25]
- 練習曲「アラ・バルバロ」 (1857年)[25]
- 室内協奏曲第2番 (1859年、自作からのピアノ独奏用編曲)[25]
- 小さな物語 (1859年)[25]
- ベートーヴェン『アテネの廃墟』作品113より「回教僧の合唱」(1860年、ピアノ独奏用編曲)[25]
- ベートーヴェンの『ピアノ協奏曲第3番』ハ短調作品37第1楽章 (1857年以前、ピアノ独奏用編曲、カデンツァ付き)[25]
- モーツァルトのピアノ協奏曲第20番 (1860年、ピアノ独奏用編曲、カデンツァ付き)[25]
- ヘンデルのピアノ協奏曲第1楽章のカデンツァ (1869年)[25]
- ソルツィーコ―5拍子のイベリア風舞曲 (1864年、出版は1969年)[25]
- ファンタスティケリア (1867年)[25]
- ファンタスティケリア第2番「脱帽!」(1872年)[25]
- 光アレ (作曲年不明、自作のピアノ独奏用編曲、消失)[25]

### ピアノ連弾
- フィナーレ (1840年)[26]
- 「ドン・ジョヴァンニ」に基づく幻想曲 (1844年、作品26の番号が付いているが出版社によるもので、アルカン自身がつけたものではない)[26]
- マイアベーアの歌劇『預言者』序曲 (1849年、アルカンによる編曲)[26]
- 3つの行進曲 (1857年)[26]
- サンタレッル (1865年、演奏会用ソナタOp.47の終楽章をアルカン自身が編曲したもの)[26]

### オルガン独奏曲
- ベネディクトゥス Op.54[27]
- 大前奏曲とヘンデルの「メサイア」の編曲 (Grands Préludes et 1 Transcription du Messie de Hændel) Op.66[27]
- 宗教的様式による11の小品とヘンデルの「メサイア」の編曲 (11 Pieces dans le Style Religieux et 1 Transcription du Messie de Hændel) Op.72[27]
- プロ・オルガノ (Pro Organo) 作品番号なし[27]
- オルガンまたはピアノのための12のエチュード (12 Études pour les pieds seulement) 作品番号なし[27]

### 管弦楽曲
- 交響曲 (1944年-1946年、消失)[26]
- 光アレ (聖書に基づく管弦楽のための習作第1番、作曲年不明、消失)[26]

### 吹奏楽
- 速歩 (1840年、未出版)[26]

### 協奏曲
- 室内協奏曲 Op.10
  - 第1番…ピアノと管弦楽
  - 第2番…ピアノと弦楽合奏

### 室内楽曲
- 華麗なロンド Op.4 (ピアノと任意の弦楽器、1834年)[26]
- 二重奏曲 Op.21 (ピアノとヴァイオリン、1842年)[26]
- ピアノ三重奏曲第1番 Op.30 (1841年、ピアノ・ヴァイオリン・チェロ、初版の楽譜には作品番号と出版社の記載は共にない。1846年に再刊された際に作品番号が付された。)[26]
- 演奏会用ソナタ Op.47 (ピアノとチェロ、1856年)[26]
- 弦楽四重奏曲 (断片、1846年)[26]
- アンダンテ (ピアノと弱音器付の弦楽四重奏、1834年作曲?)[26]

### 声楽曲
声楽曲には作品番号のついたものはない。
- エルマンとケティ (ソプラノ・テノールとオーケストラのためのカンタータ、1832年作曲)[26]
- 制作部屋入り (テノールとオーケストラのためのカンタータ、1834年作曲)[26]
- エディストンの灯台 (歌とピアノのためのロマンス、作曲年不明)[26]
- オペラの1幕 (消失、1846年と1847年に雑誌で言及されているが、上演されなかったため詳細は不明)[26]
- 命ノ木 (無伴奏混声合唱、1847年作曲)[26]
- ユダヤの3つの古歌 (歌とピアノ。伴奏にオルガンまたはクラヴサン用の編曲がある。1854年作曲)[26]
- 詩篇第41番2唱句 (声楽とピアノ、1855年作曲)[26]
- J.S.バッハのカンタータ『暁の星はいと美しきかな』から抜粋したアリアの編曲 (ソプラノ・ピアノ伴奏、1855年編曲)[26]
- ハレルヤ (混声合唱・ピアノまたはオルガン、1856年作曲)[26]
- ミルヴォアのスタンス (女声3部・ピアノ、1857年作曲)[26]
- ある鸚鵡の死に寄せる葬送行進曲 (2人のソプラノ・テノール・バス・3本のオーボエ・ファゴット。1859年作曲)[26]
- ペ・ア・ラ・ペ (あまねく平和を) (独唱のための賛歌、1867年作曲)[26]

### 音楽エディション
- Charles-Valentin Alkan. Le festin d'Esope and other works for solo piano. New York: Dover Publications.(1998) ISBN 0-486-40066-2.
- CHARLES-VALENTIN ALKAN: OEUVRES CHOISIES POUR PIANO Paris:Heugel[28]
- アルカン すべての短調による12の練習曲 作品39 ISBN 978-4-63686-710-7
- アルカン すべての長調による12の練習曲 作品35 ISBN 978-4-63686-440-3
- アルカン ピアノ曲集 I ISBN 978-4-76090-626-0
- アルカン ピアノ曲集 II ISBN 978-4-76090-627-7
- アルカン エスキス 作品63 48のモチーフ集 ISBN 978-4-90423-119-7

### 一般
- The Concise Edition of Baker's Biographical Dictionary of Musicians, 8th ed. Revised by Nicolas Slonimsky. New York, Schirmer Books, 1993. ISBN 0-02-872416-X
- David Conway (2011). Jewry in Music: Entry to the Profession from the Enlightenment to Richard Wagner, Cambridge University Press, . ISBN 978-1-107-01538-8
- Minna Curtis (1958). Bizet and his world, 1958
- William A. Eddie (2007). Charles Valentin Alkan: his life and his music, Ashgate Publishing, Ltd., 2007
- Jack Gibbons (2002). The Myths of Alkan – transcript of a talk given on BBC Radio 3 (retrieved 27.1.2012).
- Hervé Lacombe (2000). Bizet, naissance d'une identité créatrice, Paris, 2000
- Stephan D. Lindeman (1999). Structural Novelty and Tradition in the Early Romantic Piano Concerto. Pendragon Press ISBN 1-57647-000-8
- Jeremy Nicholas (2007). Liner notes, Alkan: Concerto for solo piano; Troisième receuil de chants, Marc-André Hamelin, piano; Hyperion CDA67569.
- Hugh Macdonald(1978). 'More on Alkan's Death'. The Musical Times 129 .
- W. H. Rosar, 'Fanelli, Ernest' in Oxford Music Online, Oxford University Press.
- Humphrey Searle (1937). A Plea for Alkan,Music and Letters, vol. 18 no. 3 (July 1937)
- Ronald Smith (2000). Alkan: The man, the music. Kahn & Averill. ISBN 1-871082-73-0

### 日本語文献
- ブリジット・フランソワ=サペ、フランソワ・リュグノー 著、上田泰史 訳『ピアノの錬金術師 評伝 シャルル=ヴァランタン・アルカン』春秋社、2022年7月。ISBN 978-4-393-93223-0。